# Helmut Hähnel
Helmut Hähnel (* 11. Januar 1913; † 17. Februar 2000) war ein deutscher Stenograf.
Hähnel war Lehrer, in den 1970er Jahren Oberlehrer. Mit Manfred Kehrer und anderen arbeitete er 1970 an der Reform der Deutschen Einheitskurzschrift in der DDR. Er war Mitglied des Präsidiums der Gesellschaft für Stenografie und Maschinenschreiben der DDR. In der DDR-Zeitschrift Pädagogik wurde er als der „wahrscheinlich bedeutendste Stenografiewissenschaftler“ der DDR bezeichnet. Auf seine Formulierung von Kürzungsprinzipien wird in einer Studie zur Geschichte der Kurzschriftsysteme zurückgegriffen.
Hähnels bibliografischer Nachlass, bestehend aus Monographien und Zeitschriften sowie Maschinenmanuskripten, ist in der Sächsischen Landesbibliothek – Staats- und Universitätsbibliothek Dresden archiviert.
Hähnel war verheiratet und hatte drei Töchter.

## Werke
- Der aktuelle Wortschatz des Eilschriftlers, Verlag Volk und Wissen, 1958 (mit Erich Ruß)
- Kommentar zur Urkunde der deutschen Stenografie (Einheitskurzschrift): Auf der Grundlage der Anordnung über die Einführung der Neugliederung des Lehrstoffes der deutschen Stenografie (Einheitskurzschrift) vom 15. März 1956. VEB Verlag Volk und Wissen, Berlin 1960.
- Deutsche Stenografie – Notizschrift, Verlag Die Wirtschaft, Berlin, 1971 (mit Inge Achenbach); 10. Aufl. 1983.
- Deutsche Stenografie: Diktatschrift, Die Wirtschaft, Berlin 1971 (mit Hans Moye)
- Stenografisches Wörterbuch. Verlag die Wirtschaft, Berlin 1985 (mit Walter Kaden)
- Deutsche Stenografie: Redeschrift, Verlag Die Wirtschaft, Berlin, 1987.
- Deutsche Stenografie. Verlag die Wirtschaft, Berlin 1988, ISBN 3-349-00323-0.